# 梅什庫夫縣

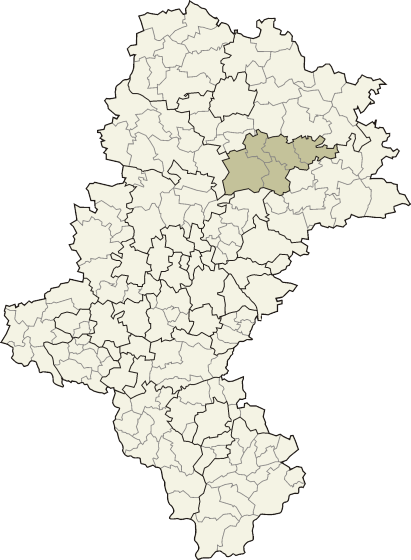

50°35′N 19°19′E / 50.583°N 19.317°E
梅什庫夫縣（波蘭語：Powiat myszkowski），是波蘭的縣份，位於該國南部，由西里西亞省負責管轄，首府設於梅什庫夫，面積479平方公里，2006年人口71,619，人口密度每平方公里150人。